# 山崎一雄
山崎 一雄（やまさき かずお、1911年3月15日 - 2010年4月10日）は、日本の化学者。専攻は無機化学。日本学士院会員。

## 経歴・人物
名古屋市出身。東京帝国大学理学部卒業。大学卒業後は東京帝国大学の恩師である柴田雄次の研究室助手として無機化学の研究を行う。
柴田研究室在籍時代に法隆寺（奈良県）の昭和の大改修に伴う壁画保存調査会の調査員に入ったことをきっかけとして、古文化財の科学的調査研究の分野に進むようになる。
1941年に名古屋帝国大学教官となる。それとほぼ同時に柴田雄次が名古屋帝国大学理学部長として赴任して来たため、柴田と共に名古屋帝国大学（のち名古屋大学）理学部の礎を築く。
化学者としての山崎は、無機化学、錯体化学の分野から古文化財についての調査研究を進め、紫外線や赤外線、或いはX線を用いた解析法、ベータ線後方散乱法など化学的手法で正倉院宝物、醍醐寺の五重塔壁画、高松塚古墳壁画といった古来の遺跡、文化財についての研究に参画している。自身の研究のベースに日本画、陶芸、漆芸なども取り入れていたことから、その方面の専門家とも交流を持っていたという。
また錯体化学者としては『金属イオン周辺における種々イオン並びに分子結合の金属錯体』の化学的並びに分光学的研究成果でも業績を挙げた。
1981年日本文化財科学会初代会長。
1989年に日本学士院会員に選定された。
2010年4月10日18時3分、愛知県愛知郡長久手町の病院にて心不全のため死去。

## 賞詞
- 日本学士院恩賜賞（1960年）- 醍醐寺五重塔壁画の共同研究[2]
- 勲二等瑞宝章（1982年）
- 国際古文化財保存学会フォーブス記念賞（1988年）
- 正四位（2010年）[3]

## 著書
- 『古文化財の科学』（1991年 思文閣出版）

### 共編著
- 『無機化学全書 第3巻　ハロゲン』柴田雄次共編　丸善　1945
- 『化学の研究 第7集 (生化学 有機化学篇)』江上不二夫共著　朝倉書店　1950
- 『化学の研究 第8集 (無機化学 分析化学篇)』江上不二夫共編　朝倉書店　1950
- 『化学の研究 特集 (戦後化学の展望)』江上不二夫共編　朝倉書店　1950
- 『化学の研究 第9集 (物理化学篇)』共編　朝倉書店　1951
- 『基礎定量分析』菅原健共編　朝倉書店　1956
- 『実験化学講座 第11　錯塩化学』共編　丸善　1956
- 『無機化学全書 第15 第2　錯塩』井上敏共編　丸善　1959.
- 『無機溶液化学』共編　南江堂　1968
- 『無機化学全書 別巻 錯体 下』山寺秀雄共編　丸善 1977-81
- 『錯体化学』中村大雄共著　裳華房　1984

### 翻訳
- 『触媒と酵素 ベルツェリウス オストワルド ベイアン ペリソー論文集』平田義正, 江上不二夫共訳編　大日本図書　1943
- 『無機化学命名法 国際純正および応用化学連合無機化学命名法委員会1957年報告』訳著 南江堂　1960
- G.J.Leigh 編『無機化学命名法 IUPAC1990年勧告』訳・著　東京化学同人　1993

## 脚註
1. ↑  山崎一雄氏死去 時事通信 2010年4月12日発信
2. ↑  山崎一雄『出身県別 現代人物事典 西日本版』p458 サン・データ・システム 1980年
3. ↑  『官報』第5310号、平成22年5月13日